# Erik Tepos Valtierra
Erik Tepos Valtierra, né le 28 novembre 1986 à Mexico, est un joueur professionnel de squash représentant le Mexique. Il atteint en juillet 2011 la 89e place mondiale sur le circuit international, son meilleur classement.